# إينتشة عليا (تشالدران)
إينتشة عليا (بالفارسية: اینچه علیا) هي قرية تقع في أذربيجان الغربية في إيران. يقدر عدد سكانها بـ 322 نسمة بحسب إحصاء 2016.